# Espostoa senilis
Espostoa senilis ist eine Pflanzenart in der Gattung Espostoa aus der Familie der Kakteengewächse (Cactaceae). Das Artepitheton senilis stammt aus dem Lateinischen, bedeutet ‚alt‘ und verweist auf die weiße bis gräuliche haarartige bis borstige Bedornung der Art.

## Beschreibung
Espostoa senilis wächst strauchig oder baumförmig mit von der Basis bis auf etwa halbe Wuchshöhe verzweigenden Trieben und erreicht Wuchshöhen von 2 bis 4 Metern. Die schlanken, säulenförmigen, graugrünen Triebe weisen Durchmesser von 4 bis 6 Zentimeter auf und sind vollständig von langen weißen Haaren bedeckt. Es sind 17 bis 18 kaum gehöckerte Rippen vorhanden, die 6 bis 8 Millimeter hoch sind. Die darauf befindlichen eng beieinander stehenden Areolen sind mit bräunlich grauer Wolle bedeckt. Die ein bis drei kräftigen, gelblich braunen Mitteldornen werden erst spät ausgebildet. Sie sind bis zu 3 Zentimeter lang. Die mehr als 60 weißen Randdornen besitzen gelegentlich eine dunklere Spitze und weisen eine Länge von bis zu 10 Millimeter auf. Das sechs bis zwölf Rippen umfassende Cephalium besteht aus bräunlicher Wolle.
Die purpurfarbenen Blüten sind 4,5 bis 6 Zentimeter lang und erreichen einen Durchmesser von 3 bis 4 Zentimeter. Die kugelförmigen, grünen Früchte besitzen einen Durchmesser von bis zu 2 Zentimeter.

## Verbreitung, Systematik und Gefährdung
Espostoa senilis ist in Peru in den Regionen Cajamarca, La Libertad und Ancash in Höhenlagen von 2000 bis 2500 Metern verbreitet.
Die Erstbeschreibung als Thrixanthocereus senilis erfolgte 1961 durch Friedrich Ritter. Nigel Paul Taylor stellte die Art 1978 in die Gattung Espostoa.
In der Roten Liste gefährdeter Arten der IUCN wird die Art als „Least Concern (LC)“, d. h. als nicht gefährdet geführt.

## Nachweise